# Amorphophallus mossambicensis
Amorphophallus mossambicensis là một loài thực vật có hoa trong họ Ráy (Araceae). Loài này được (Schott ex Garcke) N.E.Br. mô tả khoa học đầu tiên năm 1901.